# 叶品
叶品（？—？），清朝政治人物。
叶品曾于1750年接替蒋尧年任上海县知县一职，1750年由潘恂接任。